# Diagonal – Radio für Zeitgenoss/innen
Diagonal – Radio für Zeitgenoss/innen (bis Juni 2011 Diagonal – Radio für Zeitgenossen) ist eine mehrfach mit Preisen ausgezeichnete Sendung des österreichischen Radiosenders Ö1. Sie wird samstags zwischen 17.05 Uhr und 19 Uhr ausgestrahlt, wobei – mit Ausnahme der ersten Ausgabe im Monat – jeweils die gesamte Sendung einem Thema gewidmet ist. Erstmals ging Diagonal am 19. Mai 1984 auf Sendung.

## Geschichte
Die Sendung wurde als akustisches Wochenendfeuilleton von den früheren Musicbox-Redakteuren Wolfgang Kos und Michael Schrott ins Leben gerufen. Ursprünglich war eine Fläche von etwa fünf Stunden vorgesehen, eine Idee, von der man in der Planungsphase allerdings schnell wieder abrückte. Das Konzept des Formats war schon im ersten Sendungsjahr gefunden und wurde im Wesentlichen bis heute beibehalten. Eine Vorgängersendung, unter dem Namen Diagonal, als akustische Feiertagsbeilage bezeichnet, wurde erstmals am 16. April 1979, Ostermontag ausgestrahlt. Thema dieses ersten „Protodiagonals“ war das „Orwelljahr 1984“, ein Thema, das 2009, zum 25. Jubiläum von Diagonal erneut aufgegriffen wurde.
Die Sendung entstand im Vorfeld der Mitte der 1980er Jahre aufkeimenden Mitteleuropadebatte, was man an den damaligen Sendungstiteln ablesen kann. So wurde schon 1984 – als eine der ersten Sendungen – Triest porträtiert, ebenso wie Czernowitz, die Hauptstadt des ehemaligen habsburgischen Kronlandes Bukowina.

## Aufbau und Themen
Diagonal widmet sich jede Woche einem anderen Thema, das durch mehrere Beiträge aus verschiedenen Blickwinkeln beleuchtet wird. Dabei wechseln sich – ohne feste Reihenfolge – Sendungen zur Person und zum Thema sowie Städteporträts ab. Die Beiträge werden durch eine Moderation zusammengehalten; zwischen den einzelnen Beiträgen wird thematisch passende oder auch von der porträtierten Person gewünschte Musik gespielt. Eine Ausnahme bildet die jeweils erste Sendung im Monat Diagonal stellt vor, in der über mehrere Themen, aktuelle Ereignisse oder Personen berichtet wird.
Diagonal zum Thema behandelt populärkulturelle Phänomene wie Fernsehserien (z. B. Columbo, Raumschiff Enterprise) oder die Comics-Welthauptstadt Entenhausen ebenso wie historisch (1914, 1967), gesellschaftlich (z. B. Brüderlichkeit, Wählen) oder kulturhistorisch (z. B. Ruinen, Schenken) relevante Themen.
In Diagonal zur Person werden Protagonisten aus verschiedenen Bereichen der Kunst und Kultur (z. B. Lady Gaga, Adolf Loos,  Olivier Messiaen), aber auch historische Persönlichkeiten (z. B. Anton Schmid) porträtiert.
Die Städteportraits beleuchten teils ganze Städte (z. B. Moskau, Barcelona, Bangkok, Beirut), teils spezielle stadtsoziologisch besonders interessante Stadtteile (etwa „Stadtportrait Wien – Wiental“ oder „Stadtportrait  Paris Metrolinie 7“).
„Diagonals feiner Musiksalon“ bildet in nahezu jeder Ausgabe die abschließenden fünfzehn Minuten.

## Auszeichnungen (Auswahl)
- Eduard-Ploier-Preis: Unter anderem wurde der Redaktion von Diagonal für eine Einzelsendung der Eduard-Ploier-Preis in der Sparte Bildung/Wissenschaft verliehen. Die ausgezeichnete Ausgabe hatte sich des Themas 60 Stunden-Woche – immer mehr Arbeit für immer weniger Leute? angenommen.
- Walther-Rode-Preis: Im September 2011 wurde Diagonal mit dem ersten Walther-Rode-Preis ausgezeichnet, der journalistisches und publizistisches Schaffen würdigt, das „sich durch qualitätsvolle und vom tagespolitischen Opportunismus unbeeinflusste Haltung ausweist.“[23][1]
- Prälat-Leopold-Ungar-JournalistInnenpreis: Anerkennungspreis 2016 in der Kategorie Hörfunk für die Sendungstrilogie zur Fluchtbewegung und ihren Folgen.[24]
- Dr.-Karl-Renner-Publizistikpreis 2017 in der Kategorie Hörfunk für die Sendung Stadtporträt Silicon Valley – im Tal der Datenschürfer von Peter Waldenberger und Christine Scheucher[2]
- Radiopreis der Erwachsenenbildung Österreich 2019 in der Kategorie Information für die Sendung X – Der Joker unter den Zeichen nach einem Konzept von Roman Tschiedl und Peter Waldenberger.[25][26]

## Beispielsendungen
- Moldau, Moldawien, Bessarabien - Reise durch ein zerrissenes Land, 12. Oktober 2019
- Der Bleistift - einer der sich für uns aufreibt, 6. Mai 1995, Österreichische Mediathek
- Schönheit der Schlichtheit. Archaische Meditation.
- Nachtarbeit. Über den Schlafneid.
- Walden und Umgebung. Aufruf zum passiven Widerstand.
- Bauboom, Ballermann und Briten. Die Schwarzmeerküste in Rumänien und Bulgarien.
- Korruption als Lebensform. Ohne Schmiergeld geht nichts.

## Kennung
- 1984–1994: Would We Be Alive von der US-amerikanischen Avantgarde-Band Residents
- 1994–2017: Diagonal Signation Anfang von Werner Pirchner, Werner Pirchner Werkverzeichnis PWV 66.
- seit 2017: Diagonal-Signation von Christian Muthspiel[27]